# 前田敬作
前田 敬作（まえだ けいさく、1921年12月14日 - 2003年2月6日）は、日本の文学研究者、ドイツ文学者、翻訳家。京都大学名誉教授。

## 経歴
出生から修学期
1921年、大阪府で生まれた。東京帝国大学文学部で学び、1944年に卒業。卒業後は兵役に就いた。
ドイツ文学研究者として
戦後は、関西大学予科講師となった。後に助教授昇格。1950年、京都大学教養部助教授に転じた。1967年に同教授昇格。1985年に京都大学を定年退官し、名誉教授となった。その後は摂南大学教授として教鞭をとった。晩年は『フロイデ独和辞典』監修 (白水社 2003)ほか辞書編纂に関わった。
2003年2月6日、肺癌のため死去。

## 研究内容・受賞
専門はドイツ文学で、ゲーテ、カフカ、トーマス・マンなどの多くの翻訳を行った。西洋古典文学、中世キリスト教文学にも関心が深く、オウィディウス『転身物語』や、ヤコブス・デ・ウォラギネ『黄金伝説』を共訳刊行した。
1966年に『転身物語』で日本翻訳出版文化賞を受賞した。

## 刊行訳書
- オルテガ『危機の本質』創文社(フォルミカ選書) 1954
  - 改訳版『オルテガ著作集 4』 白水社 1969、復刊1998ほか
- オルテガ『技術とは何か』創文社(フォルミカ選書) 1955
  - 講談社「創文社オンデマンド叢書」電子書籍版
- ゲルトルート・フォン・ル・フォール（英語版）『愛のすべて』人文書院 1956
- ルイーゼ・リンザー『波紋』「世界少年少女文学全集 ドイツ編」東京創元社 1957
- ル・フォール『天国の門』船山幸哉共訳、人文書院 1958
- ル・フォール『手記と回想』船山幸哉共訳、現代カトリック文芸叢書 4：ヴェリタス書院 1959
- ル・フォール『教会への讃歌』船山幸哉共訳、現代カトリック文芸叢書 5：ヴェリタス書院 1960
- ゲーテ『若きウェルテルの悩み』「全集7」人文書院 1960
- キルケゴール『反復』「著作集 5」白水社 1962
- オウィディウス『転身物語』田中秀央共訳、人文書院 1966、新版1981
  - グーテンベルク21（上[3]下[4]、電子出版）2014
- ベルンハルト・クシーメック（英語版）・ミカエル・クシーメック（英語版）

『セレンゲティは滅びず：地上最後の野生王国』河出書房新社 1967
- 『ヘッセの言葉』岩橋保共編訳、「人生の知恵 2」彌生書房 1968、新版1997
- トーマス・マン『非政治的人間の考察』上中下、山口知三共訳、筑摩書房（筑摩叢書） 1968-1971、新装復刊1985
- 『鉄のハンス／いばら姫　新訳グリム童話集』文研出版 1970
- ノヴァーリス『日記　花粉』現代思潮社(古典文庫）1970
- ギュンター・アンダース『カフカ』彌生書房(彌生選書) 1971
- フランツ・カフカ『城』新潮文庫 1971、改版 2005
  - 別版『カフカ全集 決定版 6』新潮社 1981、復刊1992
- ヒルティ『眠られぬ夜のために』上下、筑摩書房(筑摩叢書）1972
- ショーペンハウアー『倫理学の二つの根本問題』芦津丈夫・今村孝共訳、「全集 9」白水社 1973[5]
- エーリヒ・ヘラー（英語版）『トーマス・マン：反語的ドイツ人』山口知三共訳、筑摩書房 1975
- ウラジミール・ウェイドレ（ドイツ語版）『芸術の運命 アリスタイオスの蜜蜂たち』飛鷹節共訳、新潮社 1975
- ヤコブス・デ・ウォラギネ『黄金伝説』全4巻、訳者代表、今村孝・山口裕・西井武・山中知子共訳、人文書院 1979-1987
  - 改訂新版 平凡社ライブラリー 2006
- ゲーテ『ヴィルヘルム・マイスターの修業時代』今村孝共訳、「全集 7」潮出版社 1982、新版 2003